# 莫扬巴区

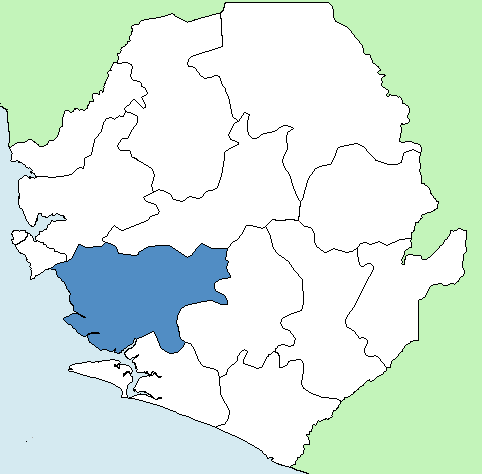
莫扬巴区

莫扬巴区（英文：Moyamba District）是塞拉利昂16区之一，首府莫扬巴 (英文:Moyamba)。它是塞拉利昂南部省的一個區，根據2015年的人口普查，當地人口为318,064。該區也是塞拉利昂南部省面積最大的一個區。佔地面積6902平方公里。
8°00′N 12°30′W / 8°N 12.5°W